# کایوا (کانزاس)
کایوا (به انگلیسی: Kiowa) شهری در ایالت کانزاس کشور ایالات متحده آمریکا است که جمعیت آن در سرشماری سال ۲۰۱۰ میلادی، ۱٬۰۲۶ نفر بوده‌است.